# Анновка (Кашарский район)
Анновка — хутор в Кашарском районе Ростовской области.
Входит в состав Талловеровского сельского поселения.

## География
На хуторе имеется одна улица: Луговая.

## Население
| 2010 |
| ---- |
| 2    |